# Braidwood, Illinois
Braidwood är en stad (city) i Will County, i delstaten Illinois, USA. Enligt United States Census Bureau har staden en folkmängd på 6 228 invånare (2011) och en landarea på 11,9 km².